# Cryptocline arctostaphyli
Cryptocline arctostaphyli är en svampart som beskrevs av Petrini 1984. Cryptocline arctostaphyli ingår i släktet Cryptocline, ordningen disksvampar, klassen Leotiomycetes, divisionen sporsäcksvampar och riket svampar.   Inga underarter finns listade i Catalogue of Life.